# Universidad de Piura
Die Universidad de Piura (UDEP) ist die private katholische Universität mit Sitz in Piura und Lima. Sie ist ein kooperatives Werk des Opus Dei.

## Geschichte
Die Hochschule wurde am 7. April 1969 auf Initiative von Josemaría Escrivá gegründet. Der Universitätsbetrieb startete mit 97 Studenten und 9 Lehrkräften. 2003 wurde der Campus in Lima eröffnet. Dort werden schwerpunktmäßig Wirtschafts- und Finanzwissenschaften angeboten.

## Fakultäten
- Medizin
- Ingenieurwissenschaften
- Wirtschaftswissenschaften
- Kommunikationswissenschaften
- Rechtswissenschaften
- Geisteswissenschaften
- Pädagogik und Naturwissenschaften

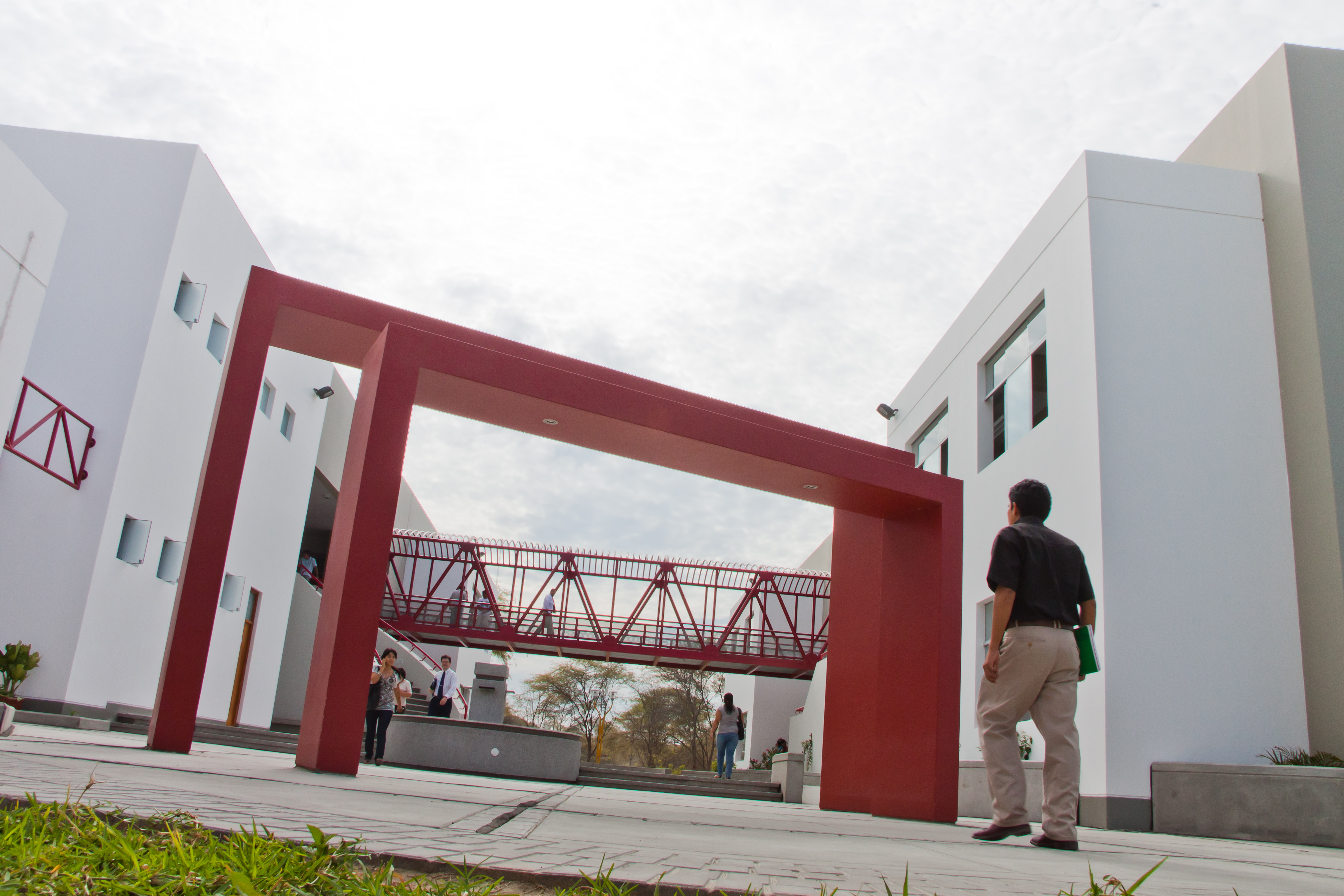
Das Gebäude der juristischen Fakultät

Die Hochschule betreibt auch eine Managementschule mit Weiterbildungsprogrammen und einer MBA-Vollzeit- und Teilzeitausbildung.